# La uruguaya (novela)
La uruguaya es la cuarta novela del escritor argentino Pedro Mairal, publicada en Buenos Aires en 2016 y galardonada con el premio Tigre Juan en 2017.  Ese año de 2017 fue publicada por la editorial española Libros del Asteroide, de la que se han editado diez ediciones hasta abril de 2018.

## Argumento
El escritor y periodista argentino Lucas Pereyra, casado y con un hijo, idea un plan para sortear los impuestos a los movimientos de capital de las autoridades argentinas debidos a las restricciones cambiarias. Pereyra, trasunto de Horacio Oliveira, protagonista de Rayuela, la magna novela del argentino Julio Cortázar, no atraviesa su mejor momento, pero la perspectiva de pasar un día en otro país en compañía de una joven amiga es suficiente para animarle un poco. Una vez en Uruguay, las cosas no terminan de salir tal como las había planeado, así que a Lucas no le quedará más remedio que afrontar el duro rostro de la realidad.
Escrita en primera persona, aunque dirigida a un "vos" femenino, la obra transcurre durante un año de la vida de Pereyra, en una pequeña ciudad argentina, cerca de la frontera con Uruguay.

### Capítulo 1
El protagonista, Lucas Pereyra, tiene un mal sueño. Su mujer le recuerda que ha pronunciado entre sueños la repetida palabra "guerra". Se despide de ella y de Maiko, un hijo común de apenas cinco años, y se dirige en auto al puerto para tomar el buque a Montevideo. De camino a Uruguay, Lucas repasa en un monólogo interior el estado de su relación.

### Capítulo 2
El protagonista llega al puerto de Colonia del Sacramento y sube a un ómnibus con destino a Montevideo, por el que recorre las avenidas plagadas de palmeras.

### Capítulo 3

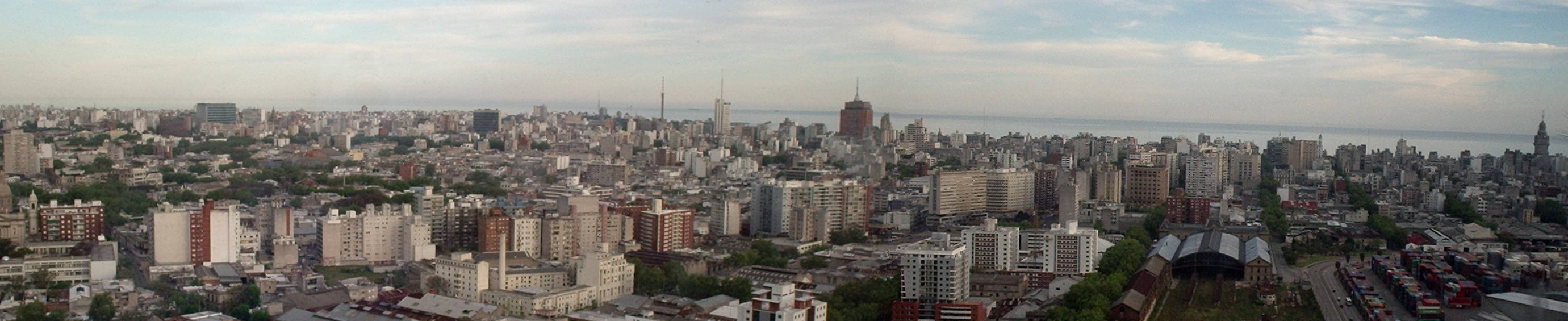
Foto panorámica de los barrios de Montevideo: Aguada, Centro y Cordón, tomada desde la Torre Antel. Se distingue el Palacio Salvo (derecha) y la Estación Central General Artigas abajo a la derecha. Además, a su derecha se encuentra el Puerto de Montevideo que se ubica en la Bahía de Montevideo.

Pereyra llega a la terminal de Tres Cruces. Telefonea a Enzo y recorre la ciudad a la espera de que abran los bancos. Pasa por delante de una juguetería y recuerda que está próximo el cumpleaños de Maiko. Luego pasa por un gabinete de tatuajes y recuerda el pirsin de Guerra; o delante de La Pañolita, una cafetería donde había tomado un café con Enzo.

### Capítulo 4
El protagonista entra en el banco. En una pantalla de plasma estaban entrevistando al futbolista uruguayo Luis Suárez.

## Personajes
- Lucas Pereyra: escritor, periodista argentino. En plena crisis de los 40, viaja a Montevideo a cobrar unos derechos de autor. Allí se va a reencontrar con Guerra, una joven uruguaya conocida en un congreso de escritores.
- Cata: esposa de Lucas, aparece detrás del vos empleado en el relato.
- Maiko: hijo.
- Magalí Guerra Zabala: la uruguaya.
- Enzo: escritor uruguayo.
- Clara: pareja de Enzo.

## Adaptación
Esta novela fue llevada al cine en el 2022, dirigida por Ana García Blaya y producción de Orsai Audiovisuales. Para llevar adelante la producción de la película, miles de personas se organizaron de forma colectiva para financiarla y convertirse así en «socios productores», tomando decisiones estéticas, artísticas y participando en todo el proceso desde el primer momento.